# Verdrag van Blois (1513)
Het Verdrag van Blois werd op 23 maart 1513 te Blois getekend en luidde de vierde en laatste fase van de Oorlog van de Liga van Kamerijk in. Met het verdrag kwamen Frankrijk en Venetië overeen om Noord-Italië onder zich te verdelen.

## Achtergrond
Voor het verdrag stond Venetië aan de zijde van de Kerkelijke Staat en het Heilig Roomse Rijk. Eind 1512 was er tussen de paus en de keizer een discussie over gebiedsverdeling. Vooral Keizer Maximiliaan I was ertegen gekant dat Venetië territorium zou verwerven.
De Republiek Venetië had tijdens de oorlog twee belangrijke pionnen verloren, die in Franse gevangenschap zaten. Bartolomeo d'Alviano was gevangengenomen tijdens de Slag bij Agnadello in 1509 en Andrea Gritti tijdens het Beleg van Brescia in 1512. Het was Gritti die de overeenkomst ondertekende op 23 maart, en op 2 mei kreeg hij toestemming van de Republiek om zich bij het Franse leger aan te sluiten. Nadien werd Bartolomeo d'Alviano vrijgelaten.